# Жоао Кансело
Жоао Педро Кавасо Кансело (порт. João Pedro Cavaco Cancelo; 27. мај 1994) португалски је фудбалер који тренутно игра за Ел Хилал и репрезентацију Португала на позицији десног бека.

## Клупска каријера
Након проласка кроз Бенфикину омладинску академију, Кансело је почео да игра за резервну екипу клуба 2012. године, а две године касније унапређен је у први тим. После тога је позајмљен у шпанску Валенсију током сезоне 2014–15, а "слепи мишеви" су трансфер озваничили трајним у лето 2015. Кансело је био на позајмици у италијанском Интеру током сезоне 2017–18, у којој је је био укључен у тим године Серије А. Наступи Кансела изазвали су интересовање италијанског ривала Јувентуса, који га је потписао 2018. године за пријављену накнаду од 40,4 милиона евра. Током боравка са "бјанконерима", Кансело је освојио лигу и Суперкуп Италије у својој првој и јединој сезони. 2019. године потписао га је енглески клуб Манчестер Сити, у трансферу вредном почетних 30 милиона евра (27,4 милиона фунти).

## Репрезентативна каријера
Кансело је дебитовао у сениорској конкуренцији за Португал 2016. године, након што је претходно играо у свим нивоима омладинских тимова, скупивши 75 наступа и постигавши укупно три гола. Такође је био део португалског тима до 21 године који је стигао до финала УЕФА европског првенства 2015. године. Изабран у португалском тиму за финале УЕФА Лиге нација 2019. године на домаћем терену, победивши на истом.

## Највећи успеси

### Бенфика
- Првенство Португала (1) : 2013/14.

### Јувентус
- Серија А (1) : 2018/19.
- Суперкуп Италије (1) : 2018.

### Манчестер сити
- Премијер лига (3) : 2020/21, 2021/22, 2022/23.[1]
- Лига куп Енглеске (1) : 2020/21.
- Лига шампиона : финале 2020/21.

### Бајерн Минхен
- Бундеслига (1) : 2022/23.[2]

### Португал до 21
- Европско првенство : финале 2015.

### Португал
- Лига нација (1) : 2018/19.